# ヨナヴァ (新聞)
『ヨナヴァ』（リトアニア語: Jonava）は、リトアニアのヨナヴァで1990年から1991年まで発行されていた新聞。内容はヨナヴァ地区の経済や社会問題、政治問題に関する論評などが中心で、発行部数は2,800部。全113号が発行された。編集者はフェリツィヨナス・コンスタンティナス・フェダラヴィチュス。